# الکه درل
الکه درل (آلمانی: Elke Drüll؛ زادهٔ ۱ آوریل ۱۹۵۶) بازیکن هاکی روی چمن اهل آلمان است.